# Cordylomera vittata
Cordylomera vittata là một loài bọ cánh cứng trong họ Cerambycidae.